# (11064) Dogen
(11064) Dogen est un astéroïde de la ceinture principale.

## Description
(11064) Dogen est un astéroïde de la ceinture principale. Il fut découvert le 30 novembre 1991 à Kagoshima par Masaru Mukai et Masanori Takeishi. Il présente une orbite caractérisée par un demi-grand axe de 2,75 UA, une excentricité de 0,33 et une inclinaison de 35,9° par rapport à l'écliptique.

## Compléments